# Shadowrun
Shadowrun — настольная ролевая игра в жанре, сочетающем киберпанк и городское фэнтези. Её действие  происходит в вымышленной вселенной ближайшего будущего, в рамках которой сосуществуют кибернетика, магия и фантастические существа. Она сочетает в себе жанры киберпанка, городского фэнтези и криминальных историй, со случайными элементами теорий заговора, ужасов и детективной фантастики.
С момента своего создания в 1989 году «Shadowrun» остается одной из самых популярных ролевых игр. Она породила обширную франшизу, которая включает в себя серию романов, коллекционную карточную игру, две настольные военные игры на миниатюрной основе и несколько видеоигр.
Название взято из основной предпосылки игры — промышленный шпионаж процветает в ближайшем будущем. «Shadowrun» (успешная кража данных или физическое вторжение в конкурирующую корпорацию или организацию) является одним из основных инструментов, используемых как корпоративными конкурентами, так и фигурами преступного мира. Декеры (футуристические хакеры), которые могут подключиться к погружающемуся трехмерному киберпространству, противостоят своим соперникам и смертоносным, потенциально разрушающим мозг искусственным интеллектам, называемые «Электроника противодействия вторжениям» (англ. Intrusion Countermeasures Electronics, сокращённо ICE или ЛЁД в русской адаптации), которые защищены уличными боевиками и наемниками, часто с кибернетическими имплантами. Магия также вернулась в мир после серии эпидемий; драконы, которые могут принимать человеческий облик, также вернулись и обычно находятся на высоких постах в корпоративной власти.

## История

### Сеттинг
События Shadowrun происходит через несколько десятилетий (2050 в первом издании, в настоящее время 2082). Конец мезоамериканского календаря открыл «Шестой Мир» с появлением некогда мифологических существ (например — драконов) и внезапно возникающими формами магии. Большое количество людей превратилось в гоблинов, орков и троллей, в то время как многие человеческие дети рождаются эльфами, гномами и даже более экзотическими существами. В Северной Америке коренные народы обнаружили, что их традиционные церемонии позволяют им командовать могущественными духами, а ритуалы, связанные с новым движением «Танец призраков», позволяют им контролировать большую часть западной части США и Канады, где они образовали федерацию коренных народов Америки. Сиэтл остается под контролем США по договору как город-государство, и большинство кампаний предусматривает, что игроки выберут именно его местом игры.
Параллельно с этими волшебными событиями в XXI веке обстановка включает технологические и социальные разработки, связанные с научной фантастикой и киберпанком. Мегакорпорации контролируют жизнь своих сотрудников и командуют своими армиями; Десять крупнейших из них имеют экстерриториальность, которой в настоящее время пользуются главы иностранных государств.
Технологические достижения делают возможными кибернетические и генетические модернизации тела. Компьютерный сбой 2029 года привел к созданию «Matrix» — всемирной компьютерной сети, с которой пользователи взаимодействуют через прямой нейронный интерфейс.
Когда возникают конфликты, корпорации, правительства, синдикаты организованной преступности и даже состоятельные люди передают свою грязную работу субподрядчикам, которые затем совершают «shadowrun» — анонимные вторжения за чужими данными и не только.
Самые опытные из этих специалистов заслужили репутацию, выполняя свою работу. Они развили умение жить и процветать в этом мире.

### Вымышленная вселенная
Мир Shadowrun является кросс-жанровым и включает в себя элементы киберпанка и городского фэнтези. В отличие от чистого киберпанка, в мире Shadowrun магия существует и «работает» с 2011 года. Среди прочего, это раскололо человечество на подтипы, также известные как метатипы/металюди. Некоторые из этих метатипов принимают форму обычных рас, известных в фэнтези. Точно так же некоторые животные превратились в знакомых монстров из мифов и фэнтези. Ко второй половине XXI века, во время игры, эти события стали обычным явлением. Человек, машина и магия существуют в мире, где удивительное является одним из самых распространенных, а технологии вошли в каждый аспект человеческой (и мета-человеческой) жизни.

## Издания в России
Весной 2020 года издательством Hobby World был выпущен локализованный стартовый набор игры под названием Shadowrun: Шестой мир. Тени сгущаются!. Средства на издание были собраны на краудфандинговой площадке CrowdRepublic.

## Награды
Второе издание Shadowrun получило награду Origins Award в 1992 году как лучшая игра в категории sci-fi.

## Видеоигры
По вселенной Shadowrun был выпущен ряд видеоигр:
- Shadowrun (SNES; 1993)
- Shadowrun (SEGA; 1994)
- Shadowrun (Xbox 360, PC; 2007)
- Shadowrun Returns (PC, Android; 2013)
- Shadowrun Chronicles: Boston Lockdown
- Shadowrun Dragonfall (PC; 2015)
- Shadowrun Hong Kong (PC; 2015)